# 한국생명의전화
한국생명의전화(生命─電話, Life Line)는 전화,온라인상담을 통해 사회봉사활동을 하는 사회복지법인이다. 호주에서 시작된 생명의 전화(Lifeline) 모임의 한국 회원단체이다.

## 활동
- 전화상담·의료상담 등의 전문상담
- 평생교육
- 전국대회
- 국제대회
- 홍보ㆍ출판 연구조사

### 종합복지사업
- 무의탁노인, 소년소녀가장 등을 위한 활동
- 정신지체장애인을 위한 교육
- 실직가정을 위한 활동
- 이웃사랑 실천을 위한 운동
- 새싹어린이집 운영
- 청소년놀이문화 조성
- 사회교육프로그램 실시
- 초·중·고·대학생 자원 봉사교육 및 사회봉사지도